# Fanny Finch
Fanny Finch, född 1815, död 1863, var en australisk restaurangägare. Hon utvecklade en framgångsrik restaurangverksamhet under guldrushen i Castlemaine i Australien. Hon är, tillsammans med en till namnet okänd kvinna, kände som en av de två första kvinnor som röstade i Australien, då hon år 1856 utnyttjade det faktum att en röstare definierades som en skattebetalare utan könsspecifikation, en möjlighet som 1866 täpptes till.